# Ночи Кабирии
«Но́чи Каби́рии» (итал. Le notti di Cabiria) — драма Федерико Феллини о римской проститутке Кабирии, роль которой сыграла жена режиссёра Джульетта Мазина. Две награды Каннского кинофестиваля 1957 года, включая приз исполнительнице главной роли. Премия «Оскар» в категории «Лучший иностранный фильм года». Премия лучшей актрисе МКФ в Сан-Себастьяне 1957 года. Фильм находится в списке «250 лучших фильмов по версии IMDb». Выпуск в прокат в СССР — июнь 1960 г.

## Сюжет
В первых сценах фильма заглавная героиня — проститутка Мария Чеккарелли, известная под именем Кабирия, — и её любовник Джорджо игриво гоняются друг за другом по полю, приближаясь к берегу реки. Беспечная Кабирия достигает кромки воды. Джорджо сталкивает женщину в реку и завладевает её кошельком с деньгами. Тонущую спасают прохожие. Татьяна Бачелис писала, что первый эпизод фильма обозначал «мгновенную прелюдию счастья», в которой Кабирия легко и радостно бежала по широкому полю к реке на фоне белоснежных новых зданий, — и за этим мажорным аккордом сразу следовал характерный «феллиниевский удар». Извлечённая из пучины на сушу Кабирия на миг испытывает удивление, но сразу после того разражается гневом, топает ногами и кричит на незнакомцев, которые вытащили её из реки. «Она, злая и негодующая — зачем спасли? — торопливо ковыляет своей нелепой и вульгарной, раскоряченной походкой, в одной туфле, прихрамывая, по тому самому полю, которое только что было полем стремительного и радостного бега. Теперь на этом поле мы замечаем лишь пыль», — отмечала Бачелис.
Кабирия возвращается домой, где ничего не хочет объяснять своей единственной подруге, добродушной Ванде, хотя та догадывается, что с Кабирией что-то стряслось неладное. Главная героиня врывается к себе домой, бросает гневный взгляд на портрет Джорджо и, собрав все вещи коварного любовника, сжигает их у порога дома. Наутро Кабирия появляется на ступеньках крыльца уже умиротворённой.
Далее она отправляется на панель, где ругается с конкурентками и танцует мамбо на площади среди сутенёров, проституток и зевак. Однажды она, стоя в поздний час возле престижного ночного клуба, становится свидетельницей ссоры между  актёром-кинозвездой Альберто Лаццари и его девушкой Джесси. Раздражённый Лаццари приглашает Кабирию поехать с ним и привозит её в другой ночной клуб, где они танцуют мамбо, после чего вдвоём отправляются на его виллу, поражающую Кабирию своей роскошью. Они беседуют в спальне Альберто, но в этот момент появляется Джесси. Кабирии приходиться прятаться в ванной комнате, наблюдая через замочную скважину, как примиряются любовники.
На следующий день по улице, где проводят время Кабирия и её друзья, проходит церковная процессия. Пока остальные насмехаются над «святошами», Кабирия, заинтересовавшись, собирается присоединиться к участникам шествия, но тут подъезжает её клиент на грузовике и предлагает подбросить до дома. Позже той же ночью, направляясь домой, Кабирия встречает мужчину с мешком, раздающего еду беднякам, которые живут в трущобах недалеко от её дома. Она раньше никогда не видела этого человека, чьё милосердие одновременно впечатляет и смущает её.
На следующий день Кабирия с друзьями идёт на мессу в церковь, где просит у Девы Марии лучшей жизни, а после мессы выражает грусть по поводу того, что её друзья, похоже, так и не смогут ничего изменить в своей жизни.
Позже Кабирия попадает на шоу иллюзий, где фокусник вытаскивает её на сцену и гипнотизирует. Под гипнозом женщина рассказывает о своих заветных желаниях — о том, что хотела бы выйти замуж и вести счастливую семейную жизнь. Зрители шоу, слушая эти признания, смеются над ней. Очнувшись, Кабирия возмущается, что ею воспользовались для развлечения досужей публики, и уходит. На выходе из театра её ждёт мужчина по имени Оскар, который был в зале. Он говорит, что разделяет её взгляды, что смеяться над ней было неправильно и что он уверен: сама судьба свела их вместе. Они идут выпить. Поначалу Кабирия относится к Оскару настороженно, но после нескольких встреч влюбляется в него. И когда Оскар предлагает выйти за него замуж, она соглашается.
Кабирия не колеблясь продаёт свой дом и уезжает с Оскаром. В кафе она показывает ему крупную сумму, вырученную за дом, называя её свои приданым, но тот советует оставить деньги в сумочке. Оскар предлагаает прогуляться по лесу, они доходят до утёса над озером. В это время мужчина замедляет шаг, чтобы идти позади Кабирии, и заметно нервничает. Догадавшись, что он, как и предыдущий любовник, хочет столкнуть её с обрыва и украсть деньги, она бросает ему сумочку и, рыдая, умоляет убить её. Оскар пугается и, схватив сумочку, убегает.
Позже Кабирия поднимается и выбирается из леса. В последних кадрах фильма она идёт по дороге обратно в город и встречает группу молодых людей, катающихся на скутерах, танцующих  и играющих музыку. Они радостно устраивают импровизированный парад вокруг неё. Кабирия начинает улыбаться, а по её лицу скатывается единственная слеза.

### Финальная сцена
В финале фильма Кабирия улыбается сквозь слёзы, обретая утешение в оптимизме окружившей ее компании (по мнению обозревателя парижской газеты «Le Monde», эти молодые люди напоминают персонажей картин Ватто). Указанный эпизод принадлежит к лучшим в кинематографе Феллини; он привлек к себе большое внимание кинокритиков и простых зрителей. Вот что пишет об этой сцене известный французский киновед Андре Базен:
«...Кадр, не только достойный Чаплина, но равный его самым прекрасным находкам, — это финал „Ночей Кабирии“, когда Джульетта Мазина поворачивается к камере и взгляд  Мазины встречается с нашим... Величайшая тонкость этой режиссёрской находки, заставляющая меня говорить о гениальности, заключается в том, что взгляд Кабирии, многократно пересекая линию объектива камеры, ни разу прямо в объектив не устремляется. Зал воспламеняется от этой чудесной неопределённости».

## Создание фильма
Фильм режиссёра «Дорога» (1954) получил триумфальный международный успех. В Нью-Йорке он шёл в прокате более трёх лет, собрав более полутора миллионов долларов кассовых сборов. И сам фильм, и его режиссёр, и исполнительница главной роли Джульетта Мазина получили множество премий, в том числе международную премию «Оскар». Снимая «Дорогу», Феллини собрал большой материал о жизни бродяг и мошенников. Дополненный воспоминаниями режиссёра о встречах с подобными людьми в молодости, он лёг в основу сценария «Мошенников» (1955). Фильм оказался провальным.

Тем не менее уже в следующем году, после долгой подготовительной работы с писателем Пьером Паоло Пазолини, Феллини начал съёмки новой картины «Ночи Кабирии» с Джульеттой Мазиной в главной роли. Создание киноленты натолкнулось на большие трудности, так как никто из продюсеров не хотел её финансировать. Один из них, Гоффредо Ломбардо, говорил режиссёру: «Это опасный фильм… одну картину ты поставил про бездельников, другую — про грязных бродяг, третью — про мошенников. Затем ты хотел снять фильм про сумасшедших. Теперь фильм о проститутках!». В то время в Италии никто не стал бы финансировать фильм, где главная героиня была проституткой. Феллини с трудом удалось добиться финансирования у продюсера Дино де Лаурентиса, но лишь при условии, что будут вырезаны некоторые сцены. Феллини писал некоторых персонажей с настоящих проституток, которые встречались ему во время съёмок «Мошенников». Для большей достоверности режиссёр попросил совета у Пазолини, известного своим знакомством с римским «дном». Пазолини помог написать диалоги для фильма.
Псевдоним или прозвище заглавной героини фильма — Кабирия (Cabiria) — восходит к итальянскому немому художественному фильму Джованни Пастроне «Кабирия» (Cabiria) 1914 года, а сам персонаж заимствован из короткой сцены в «Белом Шейхе», одном из предыдущих фильмов Феллини. Дебют Мазины в роли Кабирии в «Белом Шейхе» вдохновил Феллини на съёмки «Ночей Кабирии». В картине Пастроне «Кабирия», снятой в жанре «пеплум», заглавная героиня — девочка из семьи патрициев, которую судьба подвергает череде тяжких испытаний, бросая «из огня да в полымя». Она уцелела при извержении Этны, но отец считает единственную дочь погибшей. Затем Кабирию похищают пираты, далее на невольничьем рынке её покупает жрец Молоха, чтобы принести в жертву, но девочку опять спасают, однако после она вновь попадает в храм Молоха… и т. д.  

«Кабирия исчезает в пышных декорациях античного мира, как пепел в пеплуме 1914 года Джованни Пастроне, чтобы мелькнуть в «Белом Шейхе» (1952), на мгновение появиться в «Мошенниках» (1955) и воскреснуть в картине «Ночи Кабирии» (1957) Федерико Феллини». 
Съёмки фильма проводились в Риме и его окрестностях (Храм Богородицы Божественной Любви, Чинечитта, Кастель-Гандольфо, Ачилия).

## Цензура
В Италии фильм для проката был урезан примерно на 7 минут по требованию представителей Католической церкви. Речь идет об эпизоде, в котором был показан «человек с мешком», чудак-филантроп, который по ночам раздавал на окраинах Рима лекарства и еду обездоленным. Кардинал Сири после просмотра фильма заявил: «Творить добро — это прерогатива Церкви и ее служителей». Вплоть до 1998 года фильм демонстрировался на экранах в укороченном варианте.

## Критика
Французский критик кино Жорж Садуль в статье для «Il Contemporaneo» (1957) сравнивал «Ночи Кабирии» с советским фильмом «Дон Кихот» режиссёра Григория Козинцева, отмечая, что между ними существовала «глубокая кровная связь», и обе картины помогли ему понять выражение «христианско-прогрессивный». По мнению критика, Кабирия представляла собой современную версию Дон Кихота, с её идеалистическим доверием к окружающим. В целом сдержанно относившийся к творчеству Феллини, Садуль писал, что фильм «Ночи Кабирии» произвёл на него положительное впечатление. Картина понравилась ему «не за её эстетические достоинства и художественное мастерство, а за её человечность, за глубокую и искреннюю гуманность», а последние кадры фильма, по его мнению, «достигают гениальности».
Итальянский писатель и журналист Альберто Моравиа в статье для «Espresso» (1957) писал, что в литературном плане Кабирия являлась «внучкой или правнучкой» Сони Мармеладовой Достоевского и Фантины Виктора Гюго и в этом плане не говорила ничего нового. Сюжет фильма, по его мнению, представлял «скорее не повествование как таковое, а ряд не связанных между собой анекдотических случаев», направленных на раскрытие характера главного персонажа. Поскольку картина — история раскрытия данного персонажа, весь фильм держится на образе, созданном Джульеттой Мазиной, которая «заслуживает восхищения, она часто живёт на экране сама по себе, более гармоничная и правдоподобная, чем повествование в целом».
Итальянский режиссёр Пьер Паоло Пазолини в «Заметках о „Ночах“» (1957) писал, что реализм Феллини представлял собой таинственный мир, или «ужасающе враждебный или невероятно сладостный», а человек — в той же степени загадочное существо, живущее «отдавшись на милость этому ужасу и этой сладости». Таковы были и Джельсомина из картины Феллини «Дорога» (1954), и Кабирия, но в образе последней Феллини удалось достичь большей поэтичности.
Морандо Морандини в журнале «Ночь» от 10 октября 1957 года отмечает, что фильм может казаться фрагментированной последовательностью эпизодов жизни Кабирии, но на самом деле они связаны твёрдой повествовательной структурой, центр которой находится в главном персонаже. Фильм похож на симфонию, в которой разные времена, эпизоды связаны друг с другом, отделены, но дополняют друг друга, по аналогии или, наоборот, в различии в душе главной героини, которая гармонизирует их в драме своей судьбы.
Киновед Татьяна Бачелис писала, что «Ночи Кабирии» по сравнению со сложной метафорической «Дорогой» выглядят фильмом более ясным и наивным, но «эта доверчивость, детская и естественная, как дыхание, вера героини в жизнь, её готовность к счастью становятся неожиданно острым оружием». Финал картины, по мнению автора, доказывал, что Феллини не поддался пессимизму, охватившему почти всё западноевропейское искусство в середине 1950-х годов, и содержал возражение всем негативистским концепциям, которые преобладали в произведениях экзистенциалистов, в театре абсурда, творчестве английских «рассерженных молодых людей», в безнадёжных фильмах французских мастеров «новой волны».
Фильм вошёл в сотню лучших произведений итальянского кинематографа.

## В ролях
- Джульетта Мазина — Кабирия (Мария Чеккарелли)
- Франсуа Перье — Оскар Д’Онофрио
- Франка Марци — Ванда
- Амедео Наццари — Альберто Ладзари
- Альдо Сильвани — гипнотизёр
- Дориан Грей — Джесси
- Франко Фабрици — Джорджо

## Награды и номинации

### Награды
- 1958 — Премия «Оскар»
  - Лучший иностранный фильм
- 1957 — Каннский кинофестиваль
  - Лучшая актриса — Джульетта Мазина
  - Специальное упоминание — Федерико Феллини
- 1957 — Премия «David di Donatello»
  - Лучший режиссёр — Федерико Феллини
  - Лучший продюсер — Дино Де Лаурентис
- 1957 — Кинофестиваль в Сан-Себастьяне
  - Лучшая актриса — Джульетта Мазина

### Номинации
- 1959 — Премия BAFTA
  - Лучший фильм
  - Лучшая зарубежная актриса — Джульетта Мазина
- 1957 — Каннский кинофестиваль
  - Золотая пальмовая ветвь — Федерико Феллини